# 王延德
王延德（939年—1006年），北宋大名府人。
宋太宗时王延德为供奉官，太平兴国六年（981年），出使高昌回鹘，雍熙二年（985年）同回鹘各族使者回宋朝。著有《西州程记》，叙述途中的见闻和高昌的风土人情。历任枢密都承旨、度支使，出知青州，因事降职，因病去世。

## 延伸阅读
[在维基数据编辑]
 《宋史·卷309》，出自脱脱《宋史》